# Каазапа
Каазапа (гуар. Ka'asapa) — місто на півдні Парагваю, адміністративний центр департаменту Каазапа. Населення 23,996 (2008). Торговельний центр сільськогосподарського району (кукурудза, тютюн, апельсини, мате). Підприємства по виробництву ефірних олій, екстракту кебрачо, пиломатеріалів; тютюнова фабрика. Місто Каазапа засноване в 1607 році.